# Italo Brughera
Italo Brughera (fl. XX secolo) è stato un calciatore italiano.

## Carriera
Esordisce in Prima Categoria 1910-1911 con la maglia dell'Andrea Doria nelle sconfitta casalinga per 7-1 contro il Milan del 4 giugno 1911. L'altra sua presenza con la maglia dei biancoblu è datata 15 ottobre 1911 nella vittoria esterna per 2-1 contro l'Unione Sportiva Milanese.
Passa nel 1912 al Genoa: dopo aver militato il primo anno tra le riserve dei grifoni, Brughera esordisce in prima squadra nella stagione 1913-1914.
Per la stagione 1913-1914 gli vengono attribuite due presenze con i grifoni, ma a causa dell'incompletezza dei tabellini si è certi della sua presenza solo contro l'Internazionale il 31 maggio 1914.
Nella stagione seguente è nuovamente tra le file della squadra riserve del Genoa.